# صالح الجوهري
صالح فايز الجوهري (مواليد 5 مارس 1989) هو لاعب كرة قدم أردني محترف يلعب كمهاجم مع نادي الجزيرة الأردني.

## مسيرته الدولية
لعب الجوهري أول مباراة دولية له ضد البحرين في الدور نصف النهائي من بطولة اتحاد غرب آسيا 2014 في الدوحة، في 4 يناير 2014، والتي انتهت بفوز الأردن 1–0.

## الإحصائيات

### دوليا
اعتبارا من 15 نوفمبر 2016
| منتخب الأردن | منتخب الأردن | منتخب الأردن |
| العام        | الظهور       | الأهداف      |
| ------------ | ------------ | ------------ |
| 2014         | 6            | 0            |
| 2016         | 1            | 0            |
| المجموع      | 7            | 0            |

## الإنجازات
دوليا
- بطولة اتحاد غرب آسيا: الوصيف 2014

الإنجازات الفردية
- جائزة أفضل لاعب في الدوري الأردني للمحترفين (مرحلة الذهاب): 2012–13[3]